# Richard Friedenthal
Richard Friedenthal (München, 1896. június 9. – Kiel, 1979. október 19.) német író.  

## Életpályája
Friedenthal apja Hans Wilhelm Carl Friedenthal orvos és antropológus volt. Richard Friedenthal Berlin-Nikolasseeben nőtt fel. Az első világháborúban katonai szolgálatot teljesített; súlyosan megsebesült. A világháború után a berlini Humboldt Egyetemen, a jenai Friedrich Schiller Egyetemen és müncheni Ludwig Maximilain Egyetemen. irodalomtörténetet, művészettörténetet és filozófiát hallgatott. Többek között Heinrich Wölfflin, Fritz Strich és Max Weber tanítványa volt. 1922-ben szerzett filozófiából doktorátust. 
Első irodalmi kutatásait az 1920-as években Stefan Zweig támogatta. 1928-tól kiadói lektorként dolgozott; 1930-tól vezető állást töltött be a berlini Knaur-Verlags-nál. Friedenthal adták ki a Knaurs Konversationslexikont. Zsidó származása miatt 1933-tól kiadási tilalom sújtotta. 1938-ban Friedenthal Nagy-Britanniába emigrált, ahol kezdetben internálták.1942 és 1950 között a külföldön élő német írók PEN-centrumának titkáraként dolgozott.  
1943-tól 1951-ig a BBC munkatársa volt. 1945 és 1950 között a Stockholmban megjelenő Neue Rundschau társkiadója volt. Kiadta - többek között - Stefan Zweig műveit. 1951-ben kapta meg a brit állampolgárságot. 1951 és 1954 között ismét Németországban élt és Münchenben egy kiadót vezetett. 1954-től életvitelszerűen ismét Nagy-Britanniában élt. Friedenthal 1957-től az alelnöke, majd 1968-tól tiszteletbeli elnöke volt a Német Szövetségi Köztársaság PEN-centrumának. 1979-ben, egy németországi látogatása idején érte a halál. 

## Díjai, elismerései
- Bundesverdienstkreuz (1956),
- Große Bundesverdienstkreuz (1961)
- A Deutsche Akademie für Sprache und Dichtung tagja (1960-tól)

## Művei
Kezdetben lírikus és novellista volt. Az első írói sikerét 1929-ben Hernán Cortésről írott történelmi regényével aratta. Az 1960-as évekig főleg esszéistaként tartották számon.
Legjelentősebb alkotásai azonban életrajzok, többek között Husz Jánosról, Luther Mártonról, Denis Diderot-ról és Johnann Wolfgang Goethéről. 
- Tanz und Tod, Berlin 1918
- Demeter, Berlin 1925
- Der Fächer mit der goldenen Schnur, Berlin 1925
- Der Heuschober, Stuttgart 1925
- Marie Rebscheider, Leipzig 1927
- Der Eroberer, Leipzig 1929
- Brot und Salz London 1943
- Stefan Zweig und der humanitäre Gedanke, Eßlingen a. Neckar 1948
- Goethe chronicle, London 1949
- Das Erbe des Kolumbus, Esslingen 1950
- Die englische Kultur, Bad Godesberg 1956
- Die Welt in der Nußschale, München 1956
- Die Party bei Herrn Tokaido, München 1958
- Georg Friedrich Händel in Selbstzeugnissen und Bilddokumenten, Hamburg 1959
- Leonardo, München 1959
- London zwischen gestern und morgen, München u.a. 1960
- Goethe – Sein Leben und seine Zeit, München 1963
- Gedichte für meine Freunde, München 1966
- Richard Friedenthal. Luther élete és kora (magyar nyelven). Gondolat, 541. o. (1977). ISBN 963 280 306 X (Luther – Sein Leben und seine Zeit, München 1967)
- Entdecker des Ich, München 1969
- Ketzer und Rebell: Jan Hus und das Jahrhundert der Revolutionskriege, München 1972
- Große Erzählungen, München u.a. 1976
- Und unversehens ist es Abend, München u.a. 1976
- Karl Marx, München u.a. 1981 (unvollendet und von fremder Hand für den Druck bearbeitet)
- Diderot, München u.a. 1984
- Herzog Heinrich Julius von Braunschweig als Dramatiker, Braunschweig 1996

## Magyarul
- Goethe élete és kora; ford., jegyz. Győrffy Miklós; Európa, Bp., 1971
- Luther élete és kora; ford. Terényi István; Gondolat, Bp., 1973
- Leonardo. Életrajz képekben; ford. G. Beke Margit; Gondolat, Bp., 1974

## Kiadói tevékenysége
- Knaurs Konversationslexikon, Berlin, 1932
- Stefan Zweig: Zeit und Welt, Stockholm, 1943
- Stefan Zweig: Balzac, Stockholm, 1946
- Knaurs Jugendlexikon, München, 1953
- Stefan Zweig: Europäisches Erbe, Frankfurt am Main, 1960
- Johann Wolfgang von Goethe: Goethes englische Werke, Hamburg, 1961
- Stefan Zweig: Die Dramen, Frankfurt am Main, 1964
- Stefan Zweig: Silberne Saiten, Frankfurt am Main, 1966
- Johann Wolfgang von Goethe: Goethe-Weisheiten im ernsten und heiteren Ton, Stuttgart, u.a., 1971
- Stefan Zweig: Briefe an Freunde, Frankfurt am Main, 1978

## Fordításai
- Irwin Edman: Ein Schimmer Licht im Dunkel, Stockholm, 1940 (Stefan Zweiggel közösen)